# Panama-Stacheltaschenmaus
Die Panama-Stacheltaschenmaus (Heteromys adspersus, Synonym: Liomys adspersus) ist eine Art der Stacheltaschenmäuse. Sie kommt im zentralen Panama und entlang der Pazifikküste des Landes vor.

## Merkmale
Die Panama-Stacheltaschenmaus erreicht eine Kopf-Rumpf-Länge von etwa 12,7 Zentimetern bei den männlichen Tieren und 12,3 Zentimetern bei den Weibchen. Der Schwanz wird etwa 10,7 bis 14,8 bzw. 10,9 bis 13,8 Zentimeter lang. Die durchschnittliche Ohrlänge beträgt 16 Millimeter und die Hinterfußlänge 22 bis 34 Millimeter. Es handelt sich um eine mittelgroße Art der Gattung und die Männchen sind signifikant größer als die Weibchen. Das Fell der ausgewachsenen Tiere ist rau und beinhaltet einzelne versteifte, stachelähnliche Haare auf dem Rücken und an den Körperseiten. Das Rückenfell ist schokoladen- bis graubraun gefärbt, die Bauchseite ist gelblich-weiß und es gibt in der Regel keinen abgegrenzten Übergangsbereich an den Körperseiten. Die Haare des Rückenfells sind lockig und überdecken die stachelartigen Haare.
Die vorderen Bereiche der Sohlen der Hinterfüße sind spärlich behaart und sie besitzen sechs Tuberkel. Die Kralle der zweiten Zehe der Hinterfüße ist löffelartig ausgebildet, wobei es sich wahrscheinlich um eine Anpassung an grabende Tätigkeiten handelt. Der Schwanz ist leicht behaart und an der Oberseite dunkler als an der Unterseite. Die Molaren haben Kronen mittlerer Höhe und die Prämolaren sind niedriger ausgebildet und mit zwei Lophiden ausgestattet. Die Paukenhöhlen sind nur leicht abgeflacht. Der Karyotyp besteht aus 2n = 56 Chromosomen (FN=84).
Im Vergleich zur mittelamerikanischen Stacheltaschenmaus (Heteromys salvini), deren Verbreitungsgebiet etwa 300 Kilometer entfernt in Costa Rica liegt, ist die Panama-Stacheltaschenmaus etwas größer und blasser gefärbt.

## Verbreitung

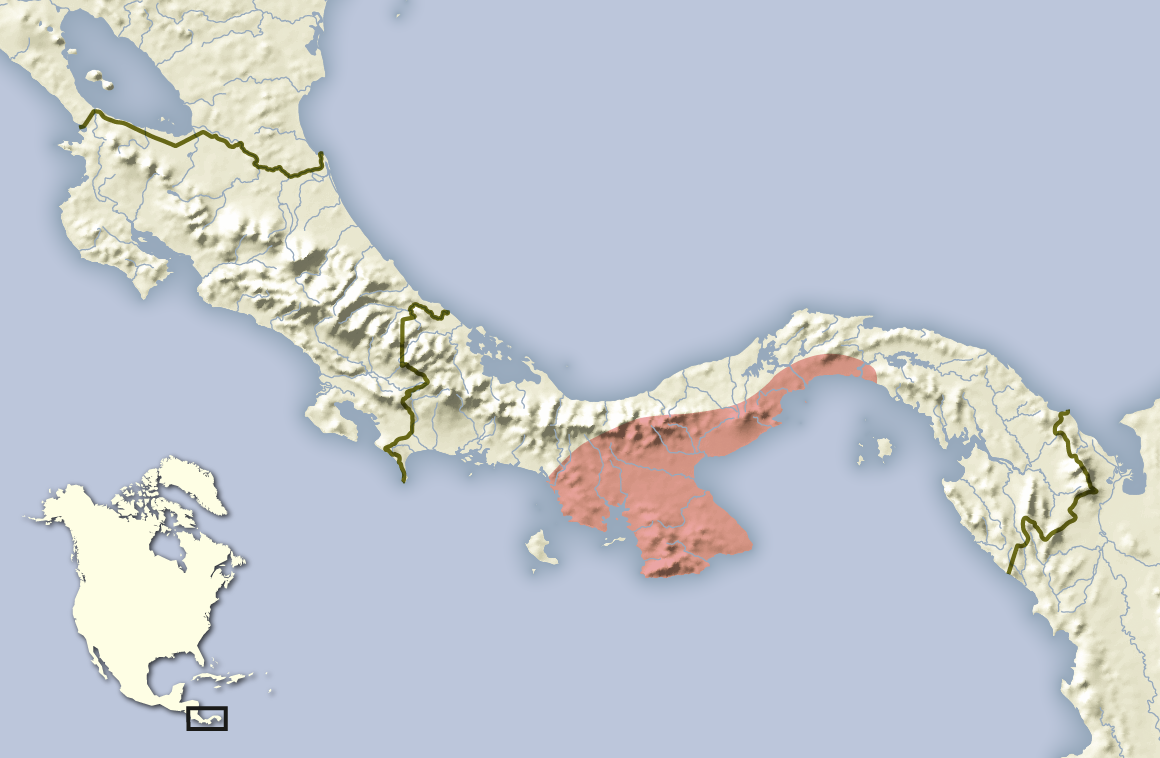
Verbreitungsgebiet der Panama-Stacheltaschenmaus

Die Panama-Stacheltaschenmaus kommt im zentralen Panama und entlang der Pazifikküste des Landes vor. Die Höhenverbreitung reicht vom Meeresspiegel bis in Höhen von 600 Metern.

## Lebensweise
Die Panama-Stacheltaschenmaus lebt in den halbtrockenen Steppengebieten entlang der pazifischen Küste von Panama und in Zentral-Panama im Flachland und bis in Höhen von etwa 600 Metern. Teilweise kommen sie auch in Dorngebüschen, Sekundärwaldgebieten und in Feldern mit starkem Unterwuchs vor. Sie ist zudem die häufigste Art im Bereich des Panama-Kanals und tritt dadurch auch im Gebiet des karibischen Endes des Kanals auf.
Die Tiere sind nachtaktiv und leben am Boden. Sie bauen ausladende Nester mit mehreren Eingängen und Kammern, die als Nahrungslager und Nester genutzt werden. Sie sind ganzjährig aktiv und ernähren sich vor allem von Samen, daneben jedoch auch von grünen Pflanzenteilen und Insekten. Sie fressen vor allem die Samen verschiedener Palmenart wie Scheelea nostrata und Bactris balanoides und transportierten diese in ihren fellausgekleideten Backentaschen und lagern sie in ihren Bauen oder anderen Verstecken. Die Tiere sind in der Lage, die Samen anhand des Geruchs zu finden, auch wenn sie von Dung bedeckt sind.
Sie sind primär solitär mit überlappenden Territorien mit einem Aktionsraum von etwa 0,6 Hektar. Die Männchen bilden Dominanzen aus und die größten Männchen sind in der Regel die dominantesten Tiere. Im Labor ist die Aggressivität zwischen Männchen höher als zwischen Männchen und Weibchen oder unter den Weibchen. Die Bestandsdichte fluktuiert saisonal und liegt bei etwa 10 Tieren pro Hektar während der Regenzeit und 5 Tieren pro Hektar in der Trockenzeit. Männchen verpaaren sich mit mehreren Weibchen (polygyn). Die Fortpflanzung erfolgt saisonal vom Ende der Trockenzeit über die gesamte Regenzeit vor allem vom Dezember bis Mai und die Tiere produzieren in dieser Zeit etwa einen bis vier Würfe mit zwei bis vier, durchschnittlich drei, Jungtieren. Die durchschnittliche Lebensdauer beträgt weniger als ein Jahr, kann im Maximum jedoch auch zwei Jahre erreichen. Die jährliche Mortalitätsrate liegt bei 28 Prozent.
Die Panama-Stacheltaschenmaus wird regional als wichtiger Träger der Bakterien Leptospira interrogans betrachtet, die bei Menschen die Leptospirose auslösen kann.

## Systematik

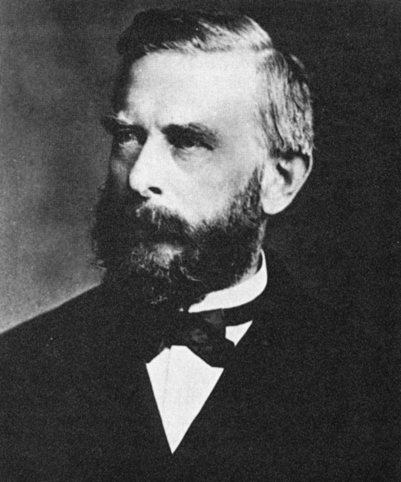
Wilhelm Peters beschrieb die Art im Jahr 1874.

Die Panama-Stacheltaschenmaus wird als eigenständige Art innerhalb der Gattung der Stacheltaschenmäuse (Heteromys) eingeordnet, die aus 16 Arten besteht. Die wissenschaftliche Erstbeschreibung stammt von Wilhelm Peters aus dem Jahr 1874, der die Art anhand von Individuen aus dem Umland von Panama-Stadt einführte. Er ordnete die Art bereits in der Erstbeschreibung in die Gattung Heteromys ein, später wurde sie gemeinsam mit weiteren Arten der Gattung Liomys zugeordnet, die heute als paraphyletisch betrachtet wird und aufgelöst wurde. Innerhalb der Gattung bildet die Panama-Stacheltaschenmaus ein eigenes basales Taxon mit der mittelamerikanischen Stacheltaschenmaus (Heteromys salvini), für das die Gattung oder Untergattung Schaferia vorgeschlagen wurde. Man geht davon aus, dass die Trennung dieses Taxons von den restlichen Stacheltaschenmäusen vor etwa 15 Millionen Jahren stattfand und damit etwa zeitgleich mit der Trennung der Kängururatten und Kängurumäuse.
Innerhalb der Art werden neben der Nominatform keine weiteren Unterarten unterschieden.
Untersuchungen auf molekularbiologischer Daten der mtDNA legen nahe, dass es innerhalb der Art drei Verwandtschaftscluster und damit evtl. zwei noch nicht beschriebene kryptische Arten gibt. Dabei wird davon ausgegangen, dass vor allem Heteromys irroratus guerrerensis sowie die unter Heteromys irroratus alleni geführte und derzeit nicht anerkannte Heteromys irroratus acutus eigenständige Arten darstellen könnten.

## Status, Bedrohung und Schutz
Die Panama-Stacheltaschenmaus wird von der International Union for Conservation of Nature and Natural Resources (IUCN) als „nicht gefährdet“ (least concern) eingeordnet. Die Lebensräume in den Waldgebieten sind abnehmend, man geht jedoch davon aus, dass auch die Bestandsgrößen der Art stabil sind. Potenzielle bestandsgefährdende Bedrohungen sind nicht bekannt.

## Belege
1. 1 2 3 4 5 6 7 8 9 10 11 12 13 14  Panamanian Spiny Pocket Mouse. In: David J. Hafner: Subfamily Heteromyoninae, Genus Heteromys. In: Don E. Wilson, T.E. Lacher, Jr., Russell A. Mittermeier (Herausgeber): Handbook of the Mammals of the World: Lagomorphs and Rodents 1. (HMW, Band 6) Lynx Edicions, Barcelona 2016, S. 195–196. ISBN 978-84-941892-3-4.
2. 1 2 3  Heteromys adspersus in der Roten Liste gefährdeter Arten der IUCN 2018. Eingestellt von: N. Roach, L. Naylor, 2016. Abgerufen am 8. Januar 2019.
3. 1 2 3 4   Liomys adspersus. In: Don E. Wilson, DeeAnn M. Reeder (Hrsg.): Mammal Species of the World. A taxonomic and geographic Reference. 2 Bände. 3. Auflage. Johns Hopkins University Press, Baltimore MD 2005, ISBN 0-8018-8221-4.
4. ↑  Duke S. Rogers, Victoria L. Vance: Phylogenetics of Spiny Pocket Mice (Genus Liomys): Analysis of Cytochrome b Based on Multiple Heuristic Approaches. Journal of Mammalogy 86 (6), 14. Dezember 2005; S. 1085–1094. doi:10.1644/04-MAMM-A-185R3.1
5. ↑  John C. Hafner, Jessica E. Light, David J. Hafner, Mark S. Hafner, Emily Reddington, Duke S. Rogers, Brett R. Riddle: Basal Clades and Molecular Systematics of Heteromyid Rodents. Journal of Mammalogy 88 (5), 18. Oktober 2007; S. 1129–1145. doi:10.1644/06-MAMM-A-413R1.1